# ألفونسو كارلوس البوربوني وإستي
ألفونسو كارلوس فيرناندو خوسيه خوان بيو دي بوربون وإستي، (بالإسبانية: Alfonso Carlos de Borbón y Austria-Este)‏ دوق سان خيمي وأنخو، وُلد في لندن في 12 سبتمبر عام 1849. كان مدعيًا كارليًا لعرش إسبانيا تحت اسم ألفونسو كارلوس الأول في الفترة من عام 1931 حتى عام 1936، وكان مدعيًا عرش فرنسا تحت اسم كارلوس الثاني عشر في الفترة من عام 1931 حتى عام 1936. وتُوفي في فيينا في النمسا في 29 سبتمبرعام 1936.